# The Rumour
The Rumour fue una banda de rock británica fundada en 1976, popular por ser la agrupación soporte del músico Graham Parker, cuyos álbumes de 1976 a 1980 fueron acreditados a Graham Parker & The Rumour. Sin embargo, The Rumour también fueron artistas por su propio mérito, lanzando tres álbumes: Max (1977), Frogs, Sprouts, Clogs And Krauts (1978) y Purity of Essence (1980). La banda se separó en 1980, pero Parker reunió la agrupación nuevamente en el año 2011.
La banda realizó su última gira por el Reino Unido en el 2015, finalizando con un concierto en el London Fusion el 17 de octubre de ese mismo año. En ese concierto se reunieron todos los miembros sobrevivientes de la agrupación por primera vez en 33 años.

## Discografía

### Estudio
- Max, Mercury Records (1977)
- Frogs Sprouts Clogs and Krauts, Arista Records (1978)
- Purity Of Essence, Stiff Records (UK)/Hannibal Records (EE. UU.) (1980)